# Rebelião de Engelbrekt

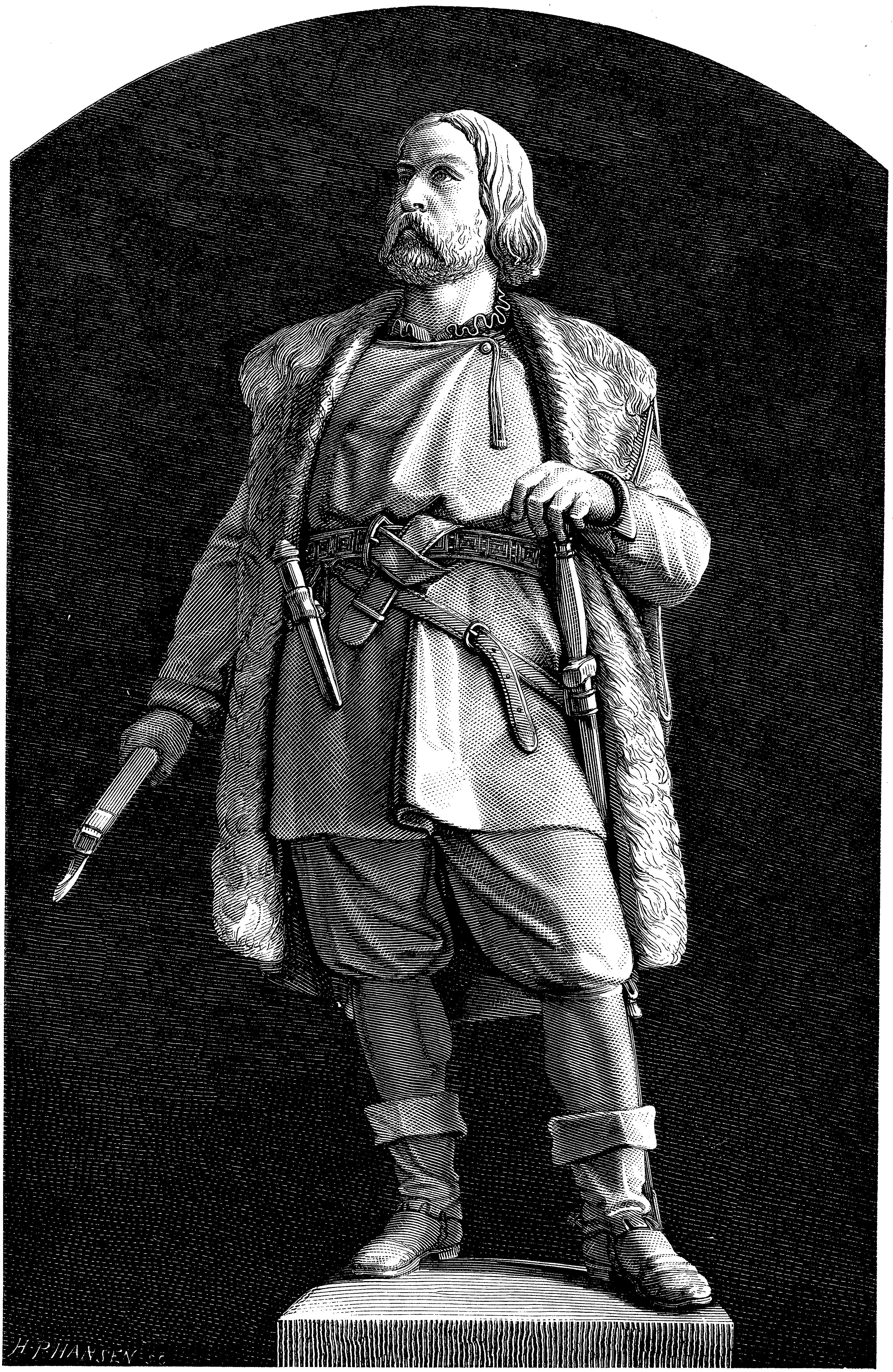
Estátua de Engelbrekt em Örebro

A Rebelião de Engelbrekt - em sueco Engelbrektsupproret - foi um levante medieval popular ocorrido entre 1434 a 1436, liderado pelo nobre sueco Engelbrekt Engelbrektsson contra Érico da Pomerânia, rei da União de Kalmar. 

Os acontecimentos conduziram à eleição de Engelbrekt para rikshövitsman, uma espécie de Condestável da Suécia, assim como à deposição do rei Érico e à erosão da União de Kalmar.
A rebelião começou na região mineira de Bergslagen, e alastrou-se a todo o centro e sul da Suécia, com o grito de guerra "Queimem os castelos!" (em sueco "Bränn borgarna!").